# Bianor biguttatus
Bianor biguttatus là một loài nhện trong họ Salticidae.
Loài này thuộc chi Bianor. Bianor biguttatus được Wanda Wesołowska & Antonius van Harten miêu tả năm 2002.